# Eysteinn Eilífsson
Eysteinn Eilífsson (n. 928) fue un vikingo y bóndi de Skagalaxardal en Islandia. Era hijo del colono noruego Eilífur örn Atlason. Aparece como personaje de la saga de Kormák, junto a uno de sus hijos, Þorvaldur Eysteinsson (n. 958), quien sería marido de Steingerður Þorkelsdóttir.